# Oakdale (Illinois)
Oakdale és una població dels Estats Units a l'estat d'Illinois. Segons el cens del 2000 tenia 213 habitants.

## Demografia
Segons el cens del 2000, Oakdale tenia 213 habitants, 85 habitatges, i 62 famílies. La densitat de població era de 49,5 habitants/km².
Dels 85 habitatges en un 34,1% hi vivien nens de menys de 18 anys, en un 64,7% hi vivien parelles casades, en un 5,9% dones solteres, i en un 25,9% no eren unitats familiars. En el 25,9% dels habitatges hi vivien persones soles el 12,9% de les quals corresponia a persones de 65 anys o més que vivien soles. El nombre mitjà de persones vivint en cada habitatge era de 2,51 i el nombre mitjà de persones que vivien en cada família era de 2,95.
Per edats la població es repartia de la següent manera: un 26,3% tenia menys de 18 anys, un 7,5% entre 18 i 24, un 27,7% entre 25 i 44, un 23,9% de 45 a 60 i un 14,6% 65 anys o més.
L'edat mediana era de 37 anys. Per cada 100 dones de 18 o més anys hi havia 91,5 homes.
La renda mediana per habitatge era de 40.938 $ i la renda mediana per família de 45.000 $. Els homes tenien una renda mediana de 40.179 $ mentre que les dones 31.250 $. La renda per capita de la població era de 18.651 $. Aproximadament el 4,7% de les famílies i el 3% de la població estaven per davall del llindar de pobresa.

## Poblacions més properes
El següent diagrama mostra les poblacions més properes.